# William J. Kirkpatrick
William James Kirkpatrick (Condado de Tyrone, 27 de fevereiro de 1838 - Germantown, 20 de setembro de 1921) foi um compositor estadunidense, conhecido principalmente por suas composições de hinos.

## Composições
Entre os muitos hinos que James contribuiu, estes são alguns dos mais notáveis:
1. “A Wonderful Savior is Jesus My Lord”
2. “Away in a Manger”
3. “I am Not Skilled to Understand”
4. “Jesus Saves! (We Have Heard the Joyful Sound)”
5. “Lead Me to Calvary”
6. “My Faith has Found a Resting Place”
7. “Tis So Sweet to Trust in Jesus”
8. “Blessed Be Thy Name”
9. “Halleluiah! Amen!”
10. “The Comforter Has Come”
11. “Give Me Thy Heart”
12. “Lord, I’m Coming Home”
13. “Redeemed”
14. “His Grace Aboundeth More”
15. “Singing I Go”
16. “O To Be Like Thee”
17. “He Hideth My Soul”
18. “We Have an Anchor”
19. “Stepping in the Light”
20. "The Lord is in His Holy Temple"